# Cornelis de Vos

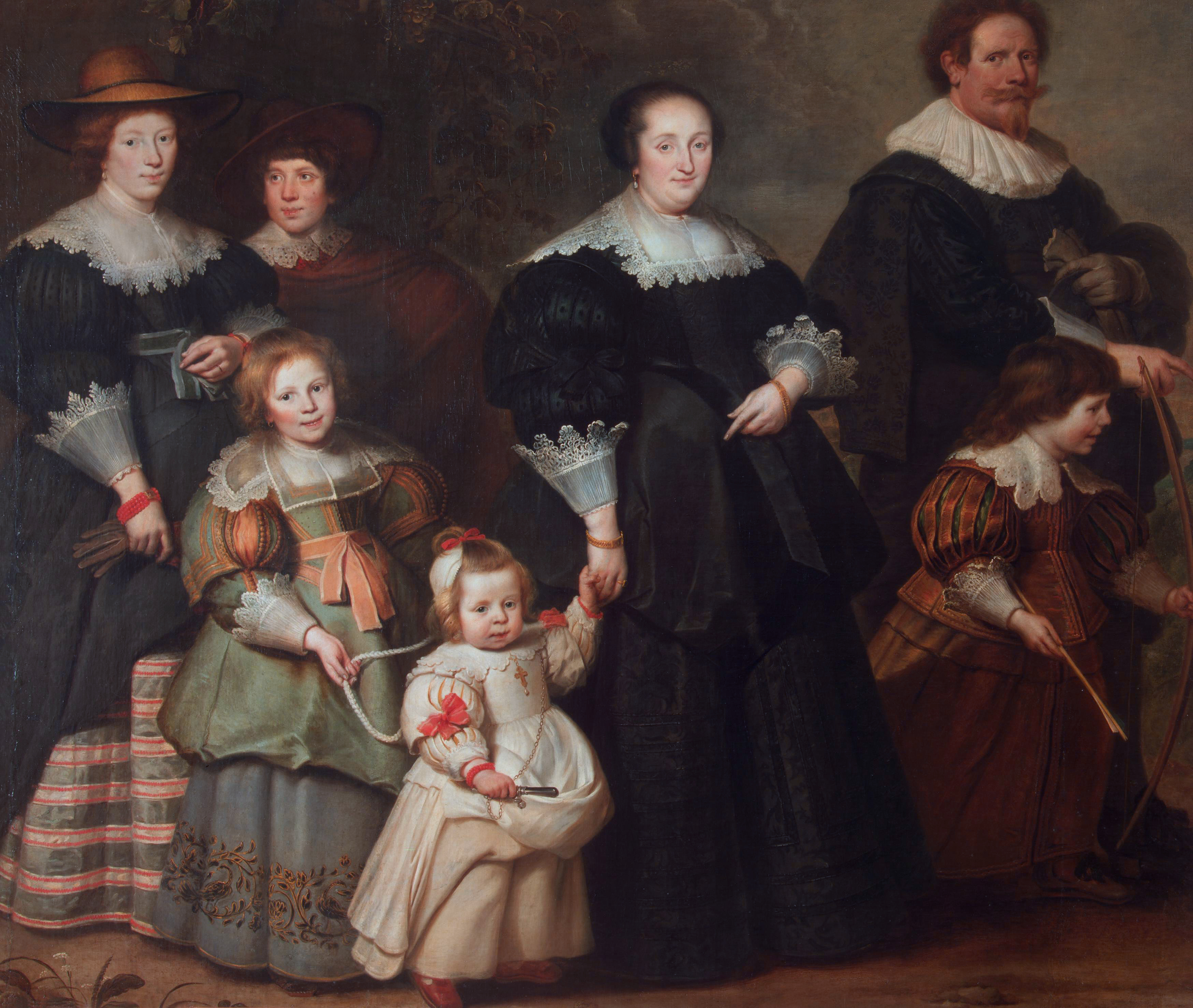
Auto-retrato do artista e sua família

Cornelis de Vos ou Cornelius de Vos (1584 - 9 de maio, 1651) foi um pintor, desenhista e marchand flamengo, um dos mais importantes retratistas de Antuérpia, conhecido por sua sensibilidade em obras que retratavam crianças e famílias e por sua colaboração regular com Rubens e outros artistas da região à época. Teve sucesso também pintura histórica, religiosa e de gênero.

## Vida

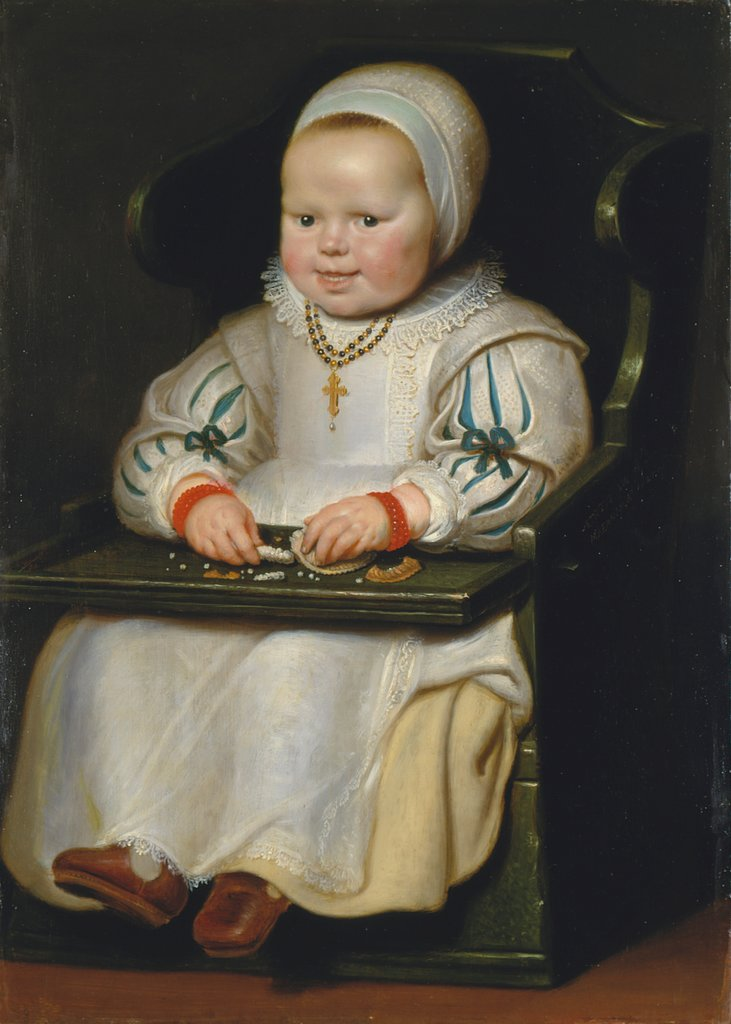
Retrato da filha, Susanna de Vos

Nasceu em Hulst, perto de Antwerp, hoje na província holandesa de Zeeland. Ele estudou, junto com seu irmão mais novo, Paul, estudou com o pouco conhecido pintor David Remeeus (1559–1626), tornando-se seu assistente principal. Enrou para a Guilda de São Lucas em 1608 aos 24 anos. Quando se tornou cidadão de Antwerp, em 1616, declarou-se merchand. Cornelis casou com a meia-irmã de Jan Wildens, Susanna Cock, em 1617. Sua irmã, Margaretha, casou com o importante pintor Frans Snyders. De Vos morreu em Antuérpia, onde foi enterrado na Catedral.  Seus alunos mais importantes foram Jan Cossiers, Alexander Daemps e Simon de Vos (com quem não tinha parentesco).

## Obras

### Geral
Cornelis de Vos trabalhou com vários gêneros de pintura. Inicialmente pintava principalmente retratos e cenas mitológicas, bíblicas e históricas. Criou, em 1620, algumas pintura de gênero monumentais. Usava o monograma CDVF. Seus primeiros trabalhos mostram uma clara influência de Peter Paul Rubens e Caravaggio.
De Vos é menos conhecido por sua pintura de gênero, que se assemelha às obras influenciadas por Caravaggio produzidas por Jan Cossiers, Simon de Vos e Theodoor Rombouts.

### Retratos
De Vos ficou mais famoso pelas pinturas históricas e retratos individuais, especialmente de crianças, ou em grupos de famílias, obras que refletiam a influência de Anthony van Dyck.   Após a partida de van Dyck para a Inglaterra em 1621 e devido às constantes viagens diplomáticas de Rubens, de Vos tornou-se o retratista mais importante da alta burguesia de Antuérpia.
Em 1627, recebeu encomendas para seis retratos reais, respectivamente, por Filipe IV de Espanha, os Arquiduques Alberto VII da Áustria e Isabel Clara Eugénia da Áustria, Henrique III de França, Henrique IV de França e Maria de Médici.